# Torre del puerto de Kōbe
La Kōbe Port Tower (神戸ポートタワー Kōbe Pōto Tawā?,  en español Torre del puerto de Kōbe) es un monumento en la ciudad portuaria de Kōbe (Japón). La torre se completó en 1963 y se cerró temporalmente desde finales de 2009 hasta el 28 de abril de 2010 para su renovación. Se encuentra en el Distrito Central de la ciudad.

## Historia

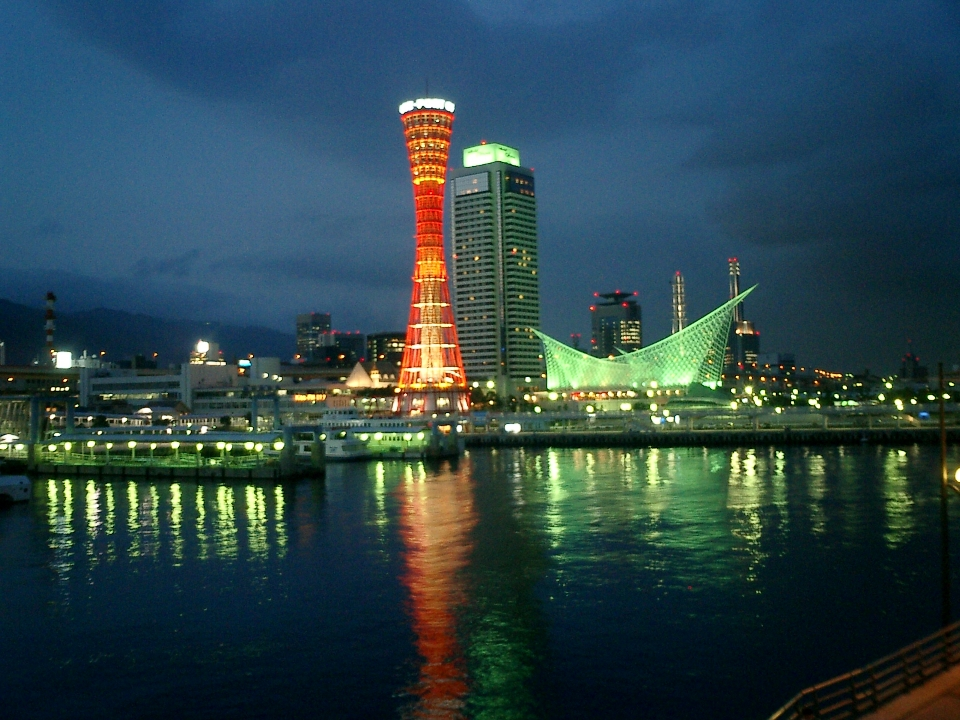
Vista nocturna de la torre junto con el puerto

La torre del puerto de Kōbe fue diseñada por Nikken Sekkei Company y se completó en 1963. El mantenimiento de toda la instalación comenzó desde noviembre de 2009 y la torre se mantuvo cerrada al público desde el 12 de enero de 2010 por reformas. Fue renovada y reabierta al público el 19 de marzo de 2010, pero no se completó la instalación de 7000 luces led y de equipos de iluminación hasta el 28 de abril de 2010.

## Características arquitectónicas
La torre tiene 108 m de altura con un total de 8 pisos. Está diseñada con inspiración en un tsuzumi, un tambor japonés, y es la primera torre construida con un enrejado de tubería. La estructura está rodeada por 32 duelas de acero rojo que simbolizan la bienvenida a los barcos que regresan a la orilla.

## Usos
La instalación cuenta con dos secciones; la sección de la planta baja y las secciones turísticas están separadas y tienen tres y cinco pisos respectivamente.
En la base de la torre, el primer piso consiste principalmente en tiendas de recuerdos y restaurantes. Las tiendas y la taquilla del nivel turístico se ubican en el segundo piso, y el tercer piso alberga la salida del ascensor y la sala de exhibiciones.
Para la sección turística, el primer piso presenta una vista aérea desde el área de observación a 75 m sobre el suelo. El segundo cuenta también con una zona de observación. El tercer piso consiste en un café giratorio 360° con 20 minutos para cada vuelta. Desde el cuarto piso se puede ver Awajishima y la bahía de Osaka, y desde el quinto piso se aprecia el monte Rokkō y el aeropuerto internacional de Kansai.